# Uživatelské testování
Uživatelské testování, testování uživatelské zkušenosti (UX, z anglického eXperience) nebo testování použitelnosti se používá při vývoji počítačových aplikací. Tyto metody sledují chování samotných uživatelů, čímž mohou odhalit chyby, které zůstaly vývojářům skryté. Testování je vhodné nasadit již v rané fázi vývoje aplikace. Uživatelské testování tak může určovat správný směr při vývoji a předcházet tak vznikajícím problémům. Podle Steva Kruga můžeme uživatelské testování přirovnat k návštěvě cizinců ve vašem městě: Když je budete provádět po vašem městě, nevyhnutelně uvidíte věci, kterých jste si obvykle nevšímali, protože jste na ně byli zvyklí. A současně si uvědomíte, že spousta věcí, které vám připadají jasné, nebývá zřejmá všem.

## Metody testování použitelnosti
Cílem testování použitelnosti je odkrýt nejzávažnější problémy budoucích uživatelů.Testování může probíhat kdykoliv v samotném procesu vývoje, ale i v době, kdy je samotná aplikace již funkční a následné testování může přispět k redesignu dané aplikace. Testování použitelnosti by mělo být objektivním nástrojem, který pomáhá řešit spory, které při vývoji mohou nastat. Jednotlivé metody testování lze i vhodně kombinovat, samotné testování by pak neměl být jednorázový proces, ale mělo by se používat opakovaně v jednotlivých fázích vývoje.

### Rozdělení metod testování použitelnosti
Metody testování použitelnosti můžeme rozdělit do několika tříd podle různých kritérií, B. Kumar tyto metody dělí podle toho, kdo testování provádí. Metody potom můžeme rozdělit na čtyři třídy: automatické testování, které provádí speciální testovací program, formální a heuristické testování, kde testování provádí vyškolení odborníci na použitelnost, a uživatelské testování, kde testování probíhá pomocí uživatelů systému.

## Card – Sorting
Card sorting je metoda, která spočívá, jak už je vidno z jejího názvu, v „třídění kartiček“. Tato metoda je úzce spojena s informační architekturou, používá se při tvorbě nových aplikací, ale i při redesignu stávající aplikace. Při této metodě je důležité řídit se podle požadavků uživatelů, tato metoda, ač se jeví na první pohled velmi snadně, se může stát poměrně náročným úkolem.

## Focus Groups
Metoda skupinové diskuze je spíše doplňkovou metodou testování použitelnosti a uplatněním této metody výzkumník zjišťuje, co uživatelé od tohoto systému požadují. Obvykle tyto skupiny mívají 6-9 členů, trvají obvykle kolem dvou hodin a jsou vedeny moderátorem, který by měl celou diskuzi řídit a držet její směr podle zkoumaného tématu. Skupinové diskuze by měly být neformální a měly by přinášet spontánní reakce a myšlenky. Tato metoda má hned několik úskalí, účastníci diskuze mohou mluvit jinak, než by ve skutečnosti jednali. V diskuzi může být vůdčí osoba, díky které může dojít ke zkreslení výsledků. Na druhou stranu je tato metoda poměrně levnou záležitostí a při vhodném zastoupení v diskuzi můžeme získat různé informace od lidí z různých prostředí a s rozdílným společenským postavením.

## Eye Tracking
Eye tracking je velice populární metoda, která spočívá ve sledování pohybu očí uživatele po monitoru. Tato metoda tak eliminuje možnost, že se testující osoba bude při testování chovat jinak, než obvykle. Tato metoda nám pomůže zjistit, která z částí systému je právě sledována a to sice pomocí „heat zone maps“. Tyto „tepelné mapy“ ukazují, jaké části obrazovky testující sledoval a po jakou dobu. Nejvíce sledované části jsou potom zbarveny červeně, nejméně sledované části šedě. Při této metodě by testujícímu měl být předložen nějaký úkol ke splnění, ne jen testujícímu ukázat danou obrazovku. Pro eye-tracking se využívá řada nástrojů, ať už v podobě speciálních brýlí nebo helem.
Kromě uvedených metod existují i další metody jako např. heuristický odhad, kontrola funkcí, konzistentní inspekce nebo poznávací průchod.